# Soporu de Câmpie
Soporu de Câmpie – wieś w Rumunii, w okręgu Kluż, w gminie Frata. W 2011 roku liczyła 1246 mieszkańców.